# Endziffernlotterie
Bei einer Endziffernlotterie handelt es sich um eine Lotterie, bei der in Gewinnziehungen Gewinnzahlen ermittelt werden.
Die Gewinnzahlen bestehen aus einer unterschiedlichen Anzahl von Ziffern. Die kleinsten Gewinnzahlen bestehen aus lediglich einer Ziffer. Die Anzahl Ziffern der größten Gewinnzahlen ist deckungsgleich mit der Anzahl Ziffern, aus der die Losnummern der Lotterie bestehen. Es gewinnen die Lose, deren Ziffern beginnend mit der kleinsten Wertigkeit mit den Gewinnzahlen übereinstimmen. Die Losnummer 4711 stimmt zum Beispiel mit den Gewinnzahlen 4711, 711, 11 und 1 überein.
Die Höhe der Gewinne ist normalerweise von der Anzahl der übereinstimmenden letzten Ziffern abhängig. Weil eine Übereinstimmung mit einer Gewinnzahl bestehend aus vielen Ziffern unwahrscheinlicher ist als mit wenigen Ziffern, wird bei mehr richtigen Zahlen auch ein größerer Gewinn ausgeschüttet.
In Deutschland verbreitete Endziffernlotterien sind Spiel 77 und Super 6.